# Tora Uppstrøm Berg
Tora Uppstrøm Berg (* 3. Juni 1988) ist eine ehemalige norwegische Handballspielerin.
Tora Uppstrøm Berg spielte auf der Position Kreisläuferin für Varden IL und ab Juli 2007 bei Byåsen IL; im Januar 2008 war ein Wechsel zu Levanger HK geplant. Sie musste jedoch den Handballsport wegen Verletzungen aufgeben.
Tora Uppstrøm Berg stand im Aufgebot des norwegischen Handballverbandes in der Junioren-Auswahl der Nationalmannschaft, für die sie insgesamt 14 Spiele bestritt.
Im April 2010 geriet sie in die Schlagzeilen der Boulevard-Presse, als sie behauptete, eine Affäre mit Jonas Bergström, dem damaligen Verlobten der schwedischen Prinzessin Madeleine, gehabt zu haben.